# Raillietiella bicaudata
Raillietiella bicaudata är en kräftdjursart som beskrevs av Richard Heymons och Vitzthum 1935. Raillietiella bicaudata ingår i släktet Raillietiella och familjen Cephalobaenidae. Inga underarter finns listade i Catalogue of Life.